# Pay Your Dues
Pay Your Dues è un cortometraggio muto del 1919 diretto da Vincent Bryan e Hal Roach. Il film, di genere comico, fu interpretato da Harold Lloyd, Snub Pollard, Bebe Daniels, Sammy Brooks.

## Trama
Un ragazzo è scambiato per un evaso da una confraternita stravagante. Viene rapito e iniziato nell'ordine e il processo include varie esilaranti indignità.